# Tantangan
Tantangan es un municipio filipino de tercera categoría, situado al sur de la isla de Mindanao. Forma parte de la provincia de Cotabato del Sur. Para las elecciones está encuadrado en el Segundo Distrito Electoral de esta provincia.

## Geografía
Tantangan se encuentra situado en la desembocadura en el lago Buluán de un gran río llamado Luayán.

### Barrios
El municipio de Tantangan se divide, a los efectos administrativos, en 13 barangayes o barrios, conforme a la siguiente relación:
| - Bukay Pait - Cabuling - Dumadalig | - Libas - Magon - Maibo | - Mangilala - Nuevo Iloílo - Nuevo Lambunao | - Población - San Felipe - Nuevo Cuyapo | - Tinongcop |  |

## Historia
Territorio poblado por musulmanes súbditos  del Sultán Kudarat quienes ocuparon las orillas de los lagos y la etnia indígena de los B'laans en el interior montañoso.

### Influencia española

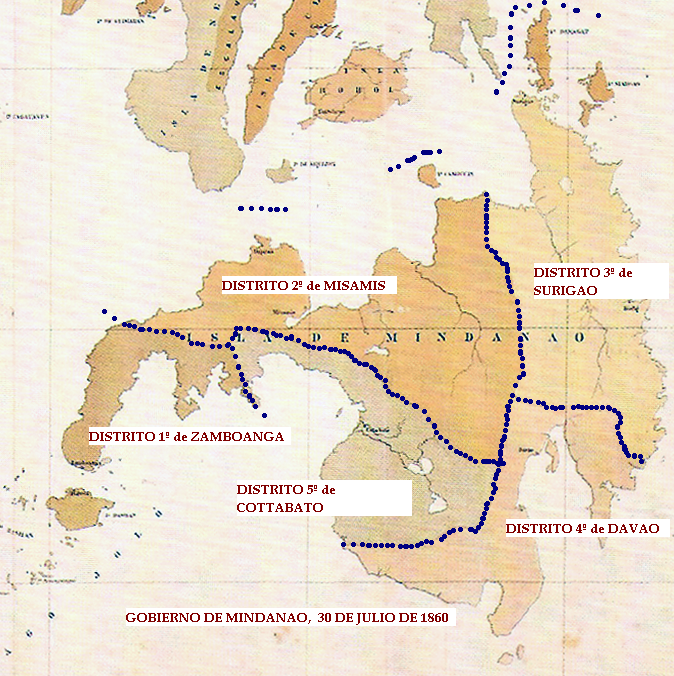
Gobierno de Mindanao: Los 5 Distritos creados por Real Decreto de 30 de julio de 1860.

El Distrito 4º de Dávao, llamado antes Nueva Guipúzcoa, cuya capital era el pueblo de Dávao e incluía la  Comandancia de Mati,   formaba  parte del Imperio español en Asia y Oceanía (1520-1898).

### Independencia
El 18 de julio de 1966 el presidente Ferdinand E. Marcos suscribe la ley Republic Act No. 4849 por la que los municipios de Norala, Surala, Banga, Tantangan, Koronadal, Tupi, Polomolok, Kiamba, Maitum, Maasim, Tampacán y Glan, así como la ciudad del Rajah Buayan, hoy General Santos, quedan segregadas de la provincia de Cotabato para formar una nueva denominada provincia de Cotabato del Sur siendo su capital el municipio de  Koronadal. La actual provincia de Cotabato menos el territorio que comprende los municipios antes mencionados continuará a ser conocido como Cotabato.